# Meronímia
Meronímia (do grego μέρος meros, "parte" and ὄνομα onoma, "nome"), em Linguística, é uma relação lexical (ou uma relação semântica) entre duas palavras, onde uma, o merônimo, significa algo que é parte do significado de outra, que significa um todo, o holónimo.
A relação inversa da Meronímia é a Holonímia.
A meronímia se refere a relações todo-parte, e não relações de subconjunto. Então um galho é uma merônimo de árvore, mas carvalho não. A relação entre subconjuntos é a hiponímia.
Por exemplo, braço, perna e cabeça são merônimos de corpo, pois são partes do corpo.